# Evan Huffman
Evan Huffman (El Dorado Hills, California, 7 de enero de 1990) es un ciclista estadounidense que fue profesional entre 2013 y 2019.
En agosto de 2019 anunció su retirada como ciclista profesional tras la disputa de la última etapa del Tour de Utah.

## Palmarés
2012
- 1 etapa del Tour de Gila

2015
- 1 etapa de la Vuelta Independencia Nacional

2016
- 1 etapa del Tour de Alberta

2017
- Tour de Gila, más 1 etapa
- 2 etapas del Tour de California[2][3]
- 1 etapa de la Cascade Cycling Classic
- Tour de Alberta, más 1 etapa